# Jeff Gutt
Jeffrey Adam Gutt (Marine City, 2 maggio 1976) è un cantante e compositore statunitense, meglio conosciuto come il cantante principale della band Stone Temple Pilots dal novembre 2017.
È anche l'ex cantante principale della band di nu metal Dry Cell.
Gutt è apparso in due stagioni della versione americana del talent show The X Factor. È apparso per la prima volta nella Stagione 2 (2012) dove ha ottenuto riconoscimenti internazionali per la sua sentita interpretazione di Hallelujah di Leonard Cohen, prima di essere eliminato nel seguente episodio di Boot Camp. Gutt ha poi gareggiato nella stagione 3 (2013) di The X Factor USA, classificandosi al secondo posto.
Nel 2014, Gutt è descritto come  "uno dei partecipanti più significativi di The X Factor USA di tutti i tempi" da FoxWeekly.

## Carriera

### Dry Cell
Gutt è diventato il cantante principale dei Dry Cell entrando nella band rock Beyond Control con i già presenti Danny Hartwell, Judd Gruenbaum e Brandon Brown. Dopo aver suonato con loro fino al 2004 e dopo che la band ha pubblicato un album in studio intitolato Disconnected nel 2002, lasciò brevemente la band con Dave Wasierski che lo sostituì come cantante principale. Gutt si è unito a Dry Cell nel 2005.
La band ha avuto una breve interruzione dal 2005 al 2007, ma nel 2008 si è riunita con gli stessi membri. Nel 2009 Gutt ha lasciato i Dry Cell per sempre.
Jeff Gutt ha collaborato anche con altre band: Acrylic, Band With No Name, Punch, Rival City e prodotto canzoni come solista inserite in alcune compilation.

### Stone Temple Pilots
Il 16 novembre 2016, Entertainment Tonight ha riferito che gli Stone Temple Pilots avevano reclutato Gutt come nuovo cantante, sostituendo Chester Bennington, che aveva lasciato la band un anno prima. Il giorno seguente, tuttavia, un rappresentante della band ha negato questa voce, dicendo che "la band ha provato con diversi cantanti nelle ultime settimane" e "non hanno ancora preso una decisione". Un anno dopo il 14 novembre 2017 gli Stone Temple Pilots hanno annunciato ufficialmente Gutt come nuovo cantante e hanno suonato il loro primo concerto con lui alla voce la notte stessa al Troubadour di Los Angeles. Il primo singolo di Gutt con la band è Meadow. Il membro fondatore Dean DeLeo ha dichiarato: "Volevamo qualcuno che non solo rendesse giustizia alle nostre precedenti canzoni, ma avrebbe anche scritto nuove canzoni e ritagliato un diverso percorso con noi. Ci è voluto del tempo, ma abbiamo trovato il nostro ragazzo".

## Discografia

### Con i Dry Cell
- 2002 - Disconnected
- 2010 - The Dry Cell Collection

### Con gli Stone Temple Pilots
- 2018 - Stone Temple Pilots
- 2020 - Perdida